# Malcolm John Perry
Malcolm John Perry, angleški fizik, * 13. november 1951, Birmingham, Anglija.
Perry je profesor teoretične fizike na Oddelku za uporabno matematiko in teoretično fiziko (DAMTP) Univerze v Cambridgeu. Raziskuje na področju splošne teorije relativnosti, supergravitacije in teorije strun. 
Skupaj z Gibbonsom je s pomočjo termičnih Greenovih funkcij dokazal univerzalnost termodinamičnih značilnosti obzorij, vključno s kozmološkimi dogodkovnimi obzorji. 
Myers-Perryjeva metrika opisuje mnogorazsežne posplošitve Kerrove metrike.